# Helstar
Helstar is een Amerikaanse heavy metal / powermetal band, die in 1982 werd geformeerd in Houston, Texas en nu nog maar sporadisch optreedt.

## Bezetting

### Oprichters
- Larry Barragan (gitaar)
- Paul Medina (basgitaar)
- Hector Pavon (drums)
- John Diaz (zang)

### Huidige bezetting
- James Rivera (zang)
- Larry Barragan (gitaar)
- Robert 'Rob' Trevino (gitaar)
- Gerald 'Jerry' Abarca (basgitaar)
- Michael 'Mikey' Lewis (drums)

### Voormalige leden
- Tom Rogers (gitaar, 1983-1985)
- René Luna (drums, 1985-1987)
- André Corbin (gitaar, 1987-1990)
- Frank Ferreira ( drums, 1987-1990)
- Aaron Garza (gitaar, 1990-?)
- Russel DeLeon (drums, 1990-?, 2006-2010)
- Mike Martin (basgitaar, 1990-1994)
- D. Michael Heald (gitaar, 1995-?)
- Eric Halpern (gitaar, 2003-?)
- Mike LePond (basgitaar, 2003-?, 2012-2013)

### Live- en sessieleden
- Gerrick Smith (sinds 2014 als vervanger van Abarca op Amerikaanse tournees)
- Matej Sušnick (Ingevallen voor de rest van de tournee in 2010, sinds 2014 voor Abarca op Europese tournees en in de studio)

## Geschiedenis

### Beginjaren
Larry Barragan wilde al drummer worden op jonge leeftijd, maar zijn oudere broer wist hem om te praten. Hij speelde platen voor hem van elektrische gitaar-dominante bands als Deep Purple, Led Zeppelin en Black Sabbath. Naast andere Britse bands, namelijk de nieuwere van de New Wave of British Heavy Metal, liet hij zich ook inspireren door de Canadese band Rush. Hierdoor deed hij ervaring op in coverbands. Drie jaar lang probeerde hij zijn gitaartechniek te verbeteren. De laatste van zijn bands, Black Rose, veranderde langzaam in Helstar, omdat in de herfst van 1982 in hun woonplaats Houston Larry Barragan en drummer Hector Pavon besloten om te stoppen met het spelen in een coverband.
In eerste instantie bleef de band, die op zoek was naar een identiteit en bereid was om te slagen, voornamelijk covers spelen, en speelde bij gebrek aan optredens soms op feestjes in achtertuinen. Pas met de toevoegingen van James Rivera (zang) en Tom Rogers (gitaar) ontstond een bezetting die in staat was zijn eigen levensvatbare compositiekader te ontwikkelen. In februari 1983 was er eindelijk een demo met zes nummers beschikbaar. De ontmoeting met een schrijver van het Engelse tijdschrift Metal Forces hielp Helstar op weg, terwijl hij de band meenam naar Engeland en deze introduceerde bij Metal Forces. Deze positieve recensie leidde tot veel bestellingen en het was dankzij deze distributie dat het werd verkozen tot Demo van het Jaar, hetgeen leidde tot een waardevol onderhandelingsmiddel binnen het undergroundcircuit. Deze ontwikkeling zorgde ervoor dat het nieuw opgerichte label Combat Records interesse toonde en de band een contract aanbood. Samen met The Rods en Talas behoorde Helstar tot de eerste bands van Combat. De zes demonummers plus twee nieuwe resulteerden vervolgens in het eerste album Burning Star, dat in 1984 uitkwam. Frontman James Rivera zingt erop onder de naam Bill Lionel. Het hele album werd in twee dagen opgenomen en in nog eens twee dagen gemixt. Het werd in-house geproduceerd door drummer Carl Canedy van The Rods.

### Veranderingen
Eind 1984 brak er interne onenigheid uit die tot begin 1985 duurde en waarvan de muziekpers haar lezers op de hoogte bracht. De trigger zou Oscar Pavon zijn geweest, de broer van drummer Hector Pavon, die als manager optrad maar niets voor elkaar kreeg. Barragan verliet de band en probeerde een nieuwe op te zetten, Betrayer genaamd, wat hem niet snel lukte. Hij kon alleen nummers schrijven die later werden gebruikt voor het volgende Helstar-album. James Rivera loste het managementprobleem op met een verandering, maar verloor daardoor de leden Pavon, Medina en Rogers, die nauw verbonden waren met de ex-manager. Rivera vroeg toen de ongelukkige Barragan om terug te keren. Barragan en Rivera zochten en vonden nieuwe muzikanten in Robert Trevino (gitaar), Gerald 'Jerry' Abarca (bas) en René Luna (drums). In een zomermaand van 1985 werd het album Remnants of War opgenomen in de Mad Dogs Studios in Hollywood en uitgebracht in 1986. Helstar trad live op als voorprogramma van Anthrax, Megadeth en King Diamond.
In 1987 verhuisde de band van Texas naar Californië in de buurt van het hoofdkwartier van hun nieuwe label Metal Blade Records. Men was ontevreden over Combat en verwachtte een betere coördinatie en controle. De directe overgang naar het label vloeide voort uit het feit dat hun manager Mike Faley was benoemd tot vicepresident van Metal Blade. Hij wist zijn baas Brian Slagel te overtuigen van de kwaliteit van zijn band en er kwam een deal voor twee albums. De verhuizing uit hun woonomgeving maakte niet iedereen mee en daarom werden de drummer en een gitarist uitgewisseld. Vanaf dan speelden Frank Ferreira (drums) en André Corbin (gitaar) in de band. Het album A Distant Thunderwerd werd uitgebracht in november 1988. Het bevat de cover He's a Woman, She's a Man van Scorpions, die een hoofdbestanddeel van de liveshows zou worden. Het werd geproduceerd door Bill Metoyer (Lääz Rockit, Sacred Reich, Slayer), die zich nergens mee bemoeide en ook de beoogde scherpte respecteerde. Daarna ging hij op een Europese tournee met Yngwie Malmsteen. In de eerste helft van december 1988 speelde de band in Duitsland in een programma met Tankard, Vendetta en Dimple Minds. Qua stijl paste Helstar daar maar gedeeltelijk in en werd bijna genegeerd. Daarna gingen ze naar de Benelux, waar het beter ging en ze kregen zelfs de eer om als headliner op te treden.

### Crisis
De muzikanten verlieten in 1989 het dure Los Angeles en keerden terug naar Houston. In de herfst van datzelfde jaar werd Nosferatu in ongeveer 25 dagen opgenomen, het eerste album waarvan de bezetting niet was veranderd ten opzichte van zijn voorganger. Wat een goed teken had kunnen zijn, was in feite een noodverband van twee gitaristen die niet (meer) met elkaar harmoniseerden. Daarnaast eindigde de samenwerking tussen Metal Blade en het Europese Roadrunner Records. Bovendien lagen de verkoopcijfers onder het verwachte niveau, hetgeen deels ook te wijten was aan de grungegolf. Het aflopende platencontract werd prompt niet verlengd. Het belangrijkste perspectief voor het filmische Nosferatu-plot was Duitsland. Daarom wilde Helstar een instrumentaal nummer een Duitse titel geven, wat echter totaal mislukte.
In 1990 werden ze gedwongen een demo-opname te verkopen, maar geen enkel label toonde interesse. De bezetting was hetzelfde: Rivera, Barragan, Corbin, Abarca, Ferreira. Meteen daarna verlieten twee andere leden de band en werden vervangen door gitarist Aaron Garza en drummer Russel De Leon. Dit werd gevolgd door een zwaarwegend verlies:  Barragan trok zich terug uit de muziekbusiness en keerde terug naar het privé-gezinsleven met verschillende bronnen van inkomsten, beginnend met een baan als tankstationbediende tot een lucratieve vaste baan in de IT-sector voor het managementadviesbureau KPMG. Vele jaren later zou een papierrecyclingfabriek aan zijn takenlijst worden toegevoegd. Hij maakte muziek in een tex-mex barband. Na het vertrek van Barragan wilden Rivera en de nieuw toegetreden Garza en De Leon niet opgeven, maar reactiveerden hun oude gitarist Robert Trevino. Ze huurden Mike Martin in als hun nieuwe bassist. In 1991 werd de demo Vigilante gemaakt met zes nummers. In 1993 werd nog een demo gemaakt, die vier nummers bevatte, dit keer zonder Trevino, die weer was afgehaakt, dus in kwartetbezetting. De band maakte er in allerijl 100 kopieën van, omdat ze twee optredens wisten te bemachtigen en de directe verkoop van de cassettes beloofde een extra bron van inkomsten.
Het plan om de vier nummers op een gewone cd uit te brengen werd laten vallen op het moment dat Megadeth-bassist Dave Ellefson aanbood om hen te begeleiden en als die-hard fan als donateur op te treden. Het werd opnieuw berekend en gepland, een nummer toegevoegd, de opnamestudio opnieuw bezocht en opnieuw niet gerealiseerd. Bassist Jerry Abarca kondigde plotseling zijn terugkeer aan en Massacre Records bood een contract aan. Om marketingredenen stemde het bedrijf in met de naamswijziging en bracht het vijfde album Multiples of Black uit, opnieuw als Helstar in 1995. Het werk werd ook niet goed ontvangen door de Metal Hammer-redactie en stond in mei op de voorlaatste plaats in de lijst met nieuwe publicaties. De comebackpoging mislukte bijna onvermijdelijk.

### Overbrugging
De bezetting op dit moment was: James Rivera (zang), Aaron Garza (gitaar), D. Michael Heald (gitaar), Gerald 'Jerry' Abarca (bas) en Russel De Leon (drums). James Rivera was in 1998 kort in de bezetting van New Eden en was ook lid van Chaotic Order, altijd met de gedachte om volgelingen te vinden voor een hernieuwde Helstar-poging. Zijn volgende stop was Destiny's End. In mei 2000 werd het livealbum T'was the Night of a Helish X-Mas van Helstar uitgebracht, opgenomen in december 1989, en het jaar daarop The James Rivera Legacy met de demo-nummers bedoeld voor de opvolger van Nosferatu en Vigilante. Daarna speelde James Rivera in 2001 met enkele gastmuzikanten op het Bang Your Head festival. Een festivaltournee in de Verenigde Staten volgde. Ook in augustus 2001 leek Rivera's intrede in Flotsam en Jetsam perfect, maar hun zanger veranderde van gedachten en bleef in de band. Hiervoor raakte Rivera betrokken bij Seven Witches. Uiteindelijk formeerde hij de nieuwe band Distant Thunder en aangezien dit sowieso een verwijzing was naar een vroeg Helstar-album, gaf hij het al snel uit als Helstar. Ten tijde van de naamswijziging waren er onder meer Eric Halpern (gitaar), Mike LePond (bas) van Symphony X en Michael Lewis (drums). Ondertussen bundelden drie voormalige Helstar-leden hun krachten om de band Eternal Black te formeren: gitaristen Larry Barragan en Rob Trevino en drummer Russell DeLeon. In 2004 was Rivera headliner op het Keep It True Festival in Lauda-Königshofen onder de naam Helstar, gevolgd door optredens in Griekenland, Italië, Denemarken en Nederland.

### Reünie
In mei 2006, elf jaar na de splitsing van de laatste vaste leden James Rivera, Larry Barragan, Jerry Abarca, Robert Trevino en Russel De Leon kwamen ze opnieuw samen onder de vlag van Helstar en zette Rivera in september 2005 zijn diensten in voor Vicious Rumors. Hij moest echter vertrekken wegens een gevecht, maar kon zich daardoor volledig op Helstar concentreren. Een kennis van Barragan had verzocht om een reünie voor zijn metalshow in San Antonio en alle vaste leden stemden ermee in. Sins of the Past was een opnieuw opgenomen Best Of en werd uitgebracht in 2007. Er staan al de twee nieuwe nummers Tormentor en Caress of the Dead op. Met dit album wilden de muzikanten vaststellen of er een permanente bandgeest bestond. Op 4 april 2008 was er weer een optreden op het Duitse Keep It True Festival, dit keer vol kracht en speelvreugde en ter herinnering aan Remnants of War, dat in zijn geheel werd gespeeld. Volgens Barragan was het zijn mooiste live-ervaring. Eind september 2008 verscheen het langverwachte, door de fans gekoesterde studioalbum The King of Hell vol nieuwe composities. In december van dat jaar speelden ze op de Death to Xmas European Tour naast Flotsam en Jetsam, Samael, Dismember, Hatchet, Onslaught, Heathen en Monstrosity. Helstar begon in mei 2009 aan de Hell over Europe Tour. Net als de vorige albums werd Glory of Chaos op 5 november 2010 via AFM Records uitgebracht, met onuitgebracht Eternal Black-materiaal dat harder was naar Helstar-normen, en in 2012 de dubbel-live-cd 30 Years of Hel.
Tijdens de European Chaos Tour in december 2010 ging het erg slecht met Jerry Abarca, dus keerde hij terug naar huis voor een medisch onderzoek, terwijl de band met de Sloveense back-upbassist Matej Sušnik de tournee afsloot. Er werd bij Abarca een ernstige buikvliesontsteking vastgesteld waardoor hij niet voor Helstar kon blijven werken. Mike LePond werd opnieuw geleend van Symphony X voor festivaloptredens en indoorconcerten. In 2014 kwam de kwestie van vervanging opnieuw aan de orde. Financiële overwegingen leidden tot een dubbele oplossing: Matej Sušnik werd gecontracteerd voor de termijnen in Europa, terwijl de Amerikaan Gerrick Smith verantwoordelijk was voor zijn thuiscontinent. De status van Jerry Abarca bleef die van bandlid; iedereen hoopte op zijn herstel. Barrigan verhief hem tot een 'familielid' en hem het lidmaatschap van de band ontzeggen was respectloos. This Wicked Nest werd op 25 april 2014 opnieuw uitgegeven door AFM Records. Daarop speelt Matej Sušnik de bas.

## Muziekstijl
Het genre power metal wordt het meest genoemd. De website metalstorm.net gebruikt de termen power metal, speedmetal en thrashmetal. rockdetector.com koos voor heavy metal en power metal.
Het debuutalbum wordt vooral geassocieerd met power metal vanwege de snelle stukken met rustige passages en soms schreeuwende zang. De toewijzing aan Amerikaanse gothic metal uit de jaren 1980, zoals gemaakt door Martin Popoff in The Collector's Guide of Heavy Metal Volume 2: The Eighties, is een uitzondering. Judas Priest, Iron Maiden, Mercyful Fate, Manowar en Virgin Steele worden gebruikt als vergelijkingsbanden in verschillende publicaties.
Remnants of War wordt ook bijna onbetwist bestempeld als Power Metal.
Thrash-elementen vonden hun weg naar Glory of Chaos. Soms doet de muziek denken aan Forbidden, Death Angel, Heathen, Nevermore of Exodus, schrijft Michael Edele op laut.de. Marc Halupczok noemt in dit verband alleen Nevermore in Metal Hammer. De muziek zelf herinnerde Mario Karl alleen aan Forbidden.
Aanzienlijke thrash-aandelen in het power metal-concept kenmerken This Wicked Nest.

## Discografie
- 1983: 1983 Demo (demo, eigen productie)
- 1983: Live Demo (demo, eigen productie)
- 1984: Burning Star (Album, Combat Records)
- 1986: Remnants of War (album, Combat Records)
- 1988: A Distant Thunder (album, Metal Blade)
- 1989: Nosferatu (album, Metal Blade)
- 1990: Demotape ’90 (Demolition) (demo, eigen productie)
- 1991: Demo (Vigilante) (demo, eigen productie)
- 1993: 1993 Demo (demo, eigen productie)
- 1995: Multiples of Black (album, Massacre Records)
- 2000: T’was the Night of a Helish X-Mas (livealbum, Metal Blade)
- 2001: The James Rivera Legacy (eerder onofficieel uitgebracht demomateriaal, Iron Glory Records)
- 2007: Burning Alive (dvd, Perris Records)
- 2007: Sins of the Past (nieuw opgenomen bandklassiekers plus twee nieuwe nummers, AFM Records)
- 2008: The King of Hell (album, AFM Records)
- 2010: Rising from the Grave (2 album-heruitgaven met dvd als 3-cd-boxset, Metal Blade)
- 2010: Glory of Chaos (album, AFM Records)
- 2012: 30 Years of Hel (dubbel-live-cd, AFM Records)
- 2012: 30 Years of Hel (dvd, AFM Records)
- 2014: This Wicked Nest (album, AFM Records)
- 2016 Vampiro (album, Ellefson Music Productions)